# Erysiphe cotini
Erysiphe cotini är en svampart som först beskrevs av Eliade, och fick sitt nu gällande namn av U. Braun & S. Takam. 2000. Erysiphe cotini ingår i släktet Erysiphe och familjen Erysiphaceae.   Inga underarter finns listade i Catalogue of Life.